# Mecenate offre le belle arti all'imperatore Augusto
Mecenate offre le belle arti all'imperatore Augusto è un dipinto eseguito con la tecnica dell'olio su tela da Giambattista Tiepolo nel 1743 e conservato nella pinacoteca dell'Ermitage di San Pietroburgo.

## Storia
La tela fu commissionata al pittore veneziano nel 1743 dal conte, conoscitore d'arte Francesco Algarotti, nonché incaricato di raccogliere opere per il museo di Dresda, al primo ministro alla corte dell'elettore di Sassonia nonché re di Polonia Augusto III, Heinrich von Brühl. I due personaggi raffigurati dovevano rappresentare il donatore e il suo primo ministro, di fatto un omaggio a entrambi, un'opera celebrativa, come Mecenate era stato cultore dell'arte presso il suo imperatore Augusto, così il conte lo era stato per il suo re Augusto III.

La tela è indicata in una lettera che lo stesso Algarotti spedirà al conte Brühl: 
(19 luglio 1743)
Il dipinto, divenuto poi di proprietà di Caterina II di Russia, venne conservato nel Palazzo Gathina per essere poi ceduto all'Ermitage, mentre una copia era conservata nella casa veneziana dell'Algarotti, copia di cui nel 1766 Giacomo Leonardis ne farà una incisione.

## Descrizione
La tela raffigura un ambiente dalla classica architettura romana; Gaio Cilnio Mecenate, amico e consigliere dell'imperatore Augusto, nonché cultore delle arti, che aveva fondato un circolo di poeti e intellettuali che proteggessero e incoraggiassero la produzione artistica, si presenta di fronte all'imperatore assieme alle arti liberali: la pittura, la scultura e l'architettura, raffigurate simbolicamente da tre belle donne; accanto a loro il vecchio Omero a rappresentare la poesia. 
Augusto siede su un trono accanto a due statue che raffigurano l'una Apollo patrono dell'arte, e l'altra Minerva dea della sapienza e dell'intelligenza.
Tutta la scena è illuminata dalla luce solare che Tiepolo ricava da un attento uso del colore, tratti veloci ma curati, ambi energici ma non casuali; la pittura del Tiepolo, caratterizzata dalla sua libera interpretazione, trova sempre nuovi liberi spazi, che concedono alla scena dinamicità non esasperata. I colori sempre delicati danno al dipinto un'aria vaga, quasi indefinita.
L'opera presenta sullo sfondo il fiume Tevere con i giardini pensili e il palazzo di Dresda. Il soldato che si protrae in avanti per assistere alla presentazione delle Arti è il solo personaggio che riporta realtà alla scena, che ha molti richiami classici e celebrativi.